# Mari (santo)

Mar Mari, patriarca de Selêucia-Ctesifonte,primer misionero cristiano

San Mari, también conocido como Mares o Mar Mari, y de nombre de pila Palut, es un santo de la Iglesia del Oriente. Fue convertido por Tadeo de Edesa, o Addai, y se dice que Mar Aggai fue su director espiritual.
Según la tradición de la Iglesia del Oriente, Mar Mari (es decir, San Mari en siríaco) fue el primer misionero cristiano en entrar en el territorio del imperio parto, el primero que predicó en Seleucia-Ctesifonte, y como tal el fundador de esta Iglesia. Allí se celebra el 4 de agosto.

## Obra misionera
Los Hechos de Mar Mari son en realidad un texto tardío, escrito después de la conquista musulmana (en el siglo VI o VII), probablemente por un monje del monasterio de Dayr Qunni, cerca de Seleucia-Ctesifonte, donde se conservaban las reliquias del santo. En treinta y cuatro párrafos, se relata el viaje misionero de Mari a lo largo del Tigris hasta Kaskar y más al este hasta Fars. Mari se presenta allí como uno de los setenta discípulos mencionados en el Evangelio de Lucas (10, 1-24), junto con Addai (Tadeo), el «apóstol» de Edesa, que inicialmente dirige la misión en nombre del apóstol Judas Tomás, y que envía a Mari hacia el este, a la tierra de Babilonia. Los cinco primeros capítulos se refieren al texto del siglo V Doctrina de Addai, escrito en Edesa, que no menciona a Mari.
Desde Edesa y Nísibis, Mari se dirigió primero a Arzanene, luego a Beth Garmai (región de Kirkuk), después a Seleucia-Ctesifonte, y luego a Caracene, Juzestán y finalmente Fars. Se afirma que realizó muchos milagros y predicó a todos, tanto en la corte real como en las asambleas políticas (una especie de senado en Seleucia-Ctesifonte). Entre sus milagros, se dice curó de la lepra a la hija del rey Artabano IV, demostrando así de forma tangible su vocación de misionero. Impresionado, se afirma que el rey le autorizó a construir una iglesia (la iglesia de Kokhe) no lejos de Ctesifonte.
Se cree que hizo obras misioneras alrededor de Nínive, Nísibis y a lo largo del Éufrates, y se dice que fue uno de los grandes apóstoles de Siria y Persia. Su tumba está en Dair-Kuni.
Se opuso a los seguidores del mazdeísmo y dialogó con miembros de minorías religiosas: en el § 27, en Caracene, se ocupa de un tal Dusthi, representante de un movimiento «bautista» (posiblemente cercano a los mandeos), que se menciona en una nota de Teodoro Bar Konai («la herejía de los dosteanos que enseñaba Ado el Mendigo»). El texto termina con una celebración conmemorativa en la tumba del santo.

## Liturgia
Su fiesta se celebra el 5 de agosto en el calendario cristiano. A él y a Tadeo (Addai) se les atribuye la Liturgia de Addai y Mari .

## Veneración
La figura de Mar Mari es de gran importancia para la Iglesia del Oriente: la sede del catolicós recibe el nombre de «sede de Mar Mari y Mar Addai», y las listas tradicionales de sucesión comienzan con Mar Mari. La ceremonia de investidura del catolicós solía terminar con pompa alrededor de las reliquias del santo, como describe el texto de los Hechos. La liturgia ordinaria de esta Iglesia, en siríaco, se llama «Liturgia de Addai y Mari»; su formulación definitiva se atribuye al catolicós Ishoyahb III. Junto con Addai se le celebra el 5 de agosto.
Mari es venerado como santo por la Iglesia asiria del Oriente, la Iglesia católica caldea y la Iglesia católica siro-malabar. Se le identifica como San Mari de los setenta discípulos con los que está conectado el apócrifo Hechos de Mar Mari . 